# Adolfo Esteche
Adolfo Esteche Sosa (Luque, 6 de enero de 1972) es un exfutbolista paraguayo. Jugaba de mediocampista y militó en diversos clubes de Paraguay y Chile. Es un jugador plenamente identificado con el Sportivo Luqueño, ya que jugó en 3 ciclos diferentes y además, fue precisamente en ese club, donde inició su carrera profesional. En el año 1998 salió campeón con el Club Olimpia obteniendo así el bicampeonato para el club franjeado.

## Clubes
| Club               | País     | Año       |
| ------------------ | -------- | --------- |
| Sportivo Luqueño   | Paraguay | 1993-1998 |
| Olimpia            | Paraguay | 1998      |
| Santiago Morning   | Chile    | 1999      |
| Sportivo Luqueño   | Paraguay | 2000-2001 |
| Deportivo Recoleta | Paraguay | 2002      |
| Sportivo Luqueño   | Paraguay | 2003      |